# Veltto Virtanen
Pertti Olavi „Veltto” Virtanen (ur. 18 maja 1951 w Hämeenlinna) – fiński muzyk rockowy i polityk, poseł do Eduskunty, kandydat w wyborach prezydenckich w 1994.

## Życiorys
Wokalista, autor tekstów i gitarzysta. Występował z zespołami Virtanen, Välikausitakki i Sammas. W drugiej połowie lat 70. rozpoczął karierę solową, nagrywając m.in. takie albumy jak Kusessa (1976), Tahdon! (1978) czy Beibi (1982).
W 1979 uzyskał licencjat z psychologii na Uniwersytecie w Tampere. Pracował m.in. jako urzędnik i psycholog. Praktykował też jako terapeuta i hipnolog. Był psychologiem m.in. kadry fińskich skoczków narciarskich i nauczycielem akademickim na macierzystej uczelni. Opublikował kilka pozycji książkowych.
Rozpoznawalnym elementem jego publicznego wizerunku stały się charakterystyczne berety. W 1994 był niezależnym kandydatem w wyborach prezydenckich, uzyskując 3,0% głosów w pierwszej turze i zajmując 7. miejsce wśród 11 kandydatów. W 1995 uzyskał mandat posła do Eduskunty z ramienia ugrupowania Ekologinen puolue Vihreät, wykonywał go do 1999. Od 2001 był związany z samorządem miejskim w Tampere, pełnił funkcję wiceprzewodniczącego rady miejskiej. W latach 2007–2015 jako przedstawiciel partii Perussuomalaiset ponownie zasiadał w fińskim parlamencie.